# 陳俊宇
陳 俊宇（ちん しゅんう、チェン ジュンユー、1975年〈民国64年〉3月14日 - ）は、中華民国（台湾）の政治家。民主進歩党所属の立法委員。おじに元立法委員の陳欧珀がいる。

## 経歴
2014年、宜蘭県議員選挙に出馬し、初当選した。その後再選され3期務めた。
2024年、第11回立法委員選挙では、おじである陳欧珀が宜蘭県選挙区から再選せず撤退したため、民進党から後任として指名され、初当選した。

## 選挙記録
| 年度 | 選挙                   | 選挙区       | 所属政党   | 得票数  | 得票率 | 当選             | 注釈 |
| ---- | ---------------------- | ------------ | ---------- | ------- | ------ | ---------------- | ---- |
| 2010 | 第19回員山郷民代表選挙 | 第四選挙区   | 民主進歩党 | 875     | 28.88% |                  |      |
| 2014 | 第18回宜蘭県議員選挙   | 第四選挙区   | 民主進歩党 | 5,257   | 29.29% |                  |      |
| 2018 | 第19回宜蘭県議員選挙   | 第四選挙区   | 民主進歩党 | 9,479   | 55.98% | 宜蘭県最多得票数 |      |
| 2022 | 第20回宜蘭県議員選挙   | 第四選挙区   | 民主進歩党 | 9,197   | 58.77% | 宜蘭県最多得票数 |      |
| 2024 | 第11回立法委員選挙     | 宜蘭県選挙区 | 民主進歩党 | 107,308 | 41.99% |                  |      |